# Taenaris licinia
Taenaris licinia är en fjärilsart som beskrevs av Hans Fruhstorfer 1904. Taenaris licinia ingår i släktet Taenaris och familjen praktfjärilar. Inga underarter finns listade i Catalogue of Life.